# Theridion torosum
Theridion torosum là một loài nhện trong họ Theridiidae.
Loài này thuộc chi Theridion. Theridion torosum được Eugen von Keyserling miêu tả năm 1884.